# World's Greatest Dad
World's Greatest Dad er en amerikansk komediefilm fra 2009. Filmen blev skrevet og instrueret af Bobcat Goldthwait.

## Medvirkende
- Robin Williams som Lance Clayton
- Alexie Gilmore som Claire Reed
- Daryl Sabara som Kyle Clayton
- Evan Martin som Andrew Troutman
- Geoff Pierson som Wyatt Anderson
- Henry Simmons som Mike Lane
- Mitzi McCall som Bonnie Troutman
- Jermaine Williams som Jason
- Lorraine Nicholson som Heather Johnson
- Morgan Murphy som Morgan
- Toby Huss som Bert Green
- Tom Kenny som Jerry Klein